# 이바야시 아키라
이바야시 아키라(일본어: 井林 章, 1990년 9월 5일 ~ )는 일본의 축구 선수이다.

## 구단 경력
그는 2013년부터 J리그의 도쿄 베르디, 산프레체 히로시마, 시미즈 에스펄스에서 뛰었다.